# Карагандинська обласна мечеть
Карагандинська обласна мечеть ім. Анет баба (каз. Қарағанды облыстық мешіті) — одна з найбільших мечетей Казахстану. Місткість мечеті – 4000 осіб. Розташована в етнопарку імені 10-річчя Незалежності.
Урочисте відкриття мечеті за участю президента РК Нурсултана Назарбаєва відбулося 20 листопада 2011. Найбільша культова споруда у Центральному Казахстані.

## Опис
Мечеть триповерхова, висота чотирьох мінаретів складає 51 метр. Крім того, над мечеттю головний купол заввишки 12 метрів і 8 малих куполів. На першому розташовуються зал одружень, їдальня, кімнати омивання чоловіків та жінок з вбиральнями. На другому поверсі чоловіча молитовна зала на 3200 осіб, на третьому жіноча молитовна зала на 800 осіб. Мечеть у традиційному стилі прикрашена казахськими орнаментами. Вікна вітражні. При оформленні інтер'єру всі вироби, від художньої кераміки до різьблених грат, виготовлялися місцевими майстрами. За зразок для оформлення було взято мечеті Аравії, а також мечеть у місті Куала-Лумпур (Малайзія). При будівництві були використані інноваційні енергозберігаючі технології.